# Valdefresno
Valdefresno ist eine Gemeinde (Municipio) mit 2.335 Einwohnern (Stand: 2024) im nordwestlichen Zentral-Spanien in der Provinz León in der Autonomen Gemeinschaft Kastilien-León. Valdefresno besteht neben dem gleichnamigen Hauptort aus den Ortschaften Arcahueja, Carbajosa, Corbillos de la Sobarriba mit Las Quintas, Golpejar de la Sobarriba mit Las Lomas und San Benito, Navafría, Paradilla de la Sobarriba, Sanfelismo, Santa Olaja de Porma, Santibáñez de Porma, Santovenia del Monte, Solanilla, Tendal, Valdelafuente, Villacete, Villacil, Villafeliz de la Sobarriba, Villalboñe, Villaseca de la Sobarriba und Villavente.

## Geografie
Valdefresno liegt etwa sechs Kilometer östlich von León am Fuß des Kantabrischen Gebirges im Norden in einer Höhe von ca. 870 m. Im Süden der Gemeinde führt die Autovía A-60 entlang. Durch die Gemeinde führt der spanische Teil des Jakobswegs.

## Bevölkerungsentwicklung
| Jahr      | 1950 | 1970 | 1981 | 1991 | 2001 | 2011 | 2021 |
| --------- | ---- | ---- | ---- | ---- | ---- | ---- | ---- |
| Einwohner | 2901 | 2139 | 1669 | 1558 | 1777 | 2056 | 2208 |

## Sehenswürdigkeiten
- Bartholomäuskirche in Villavente de la Sorriba
- Johannes-der-Täufer-Kirche in Valdelafuente

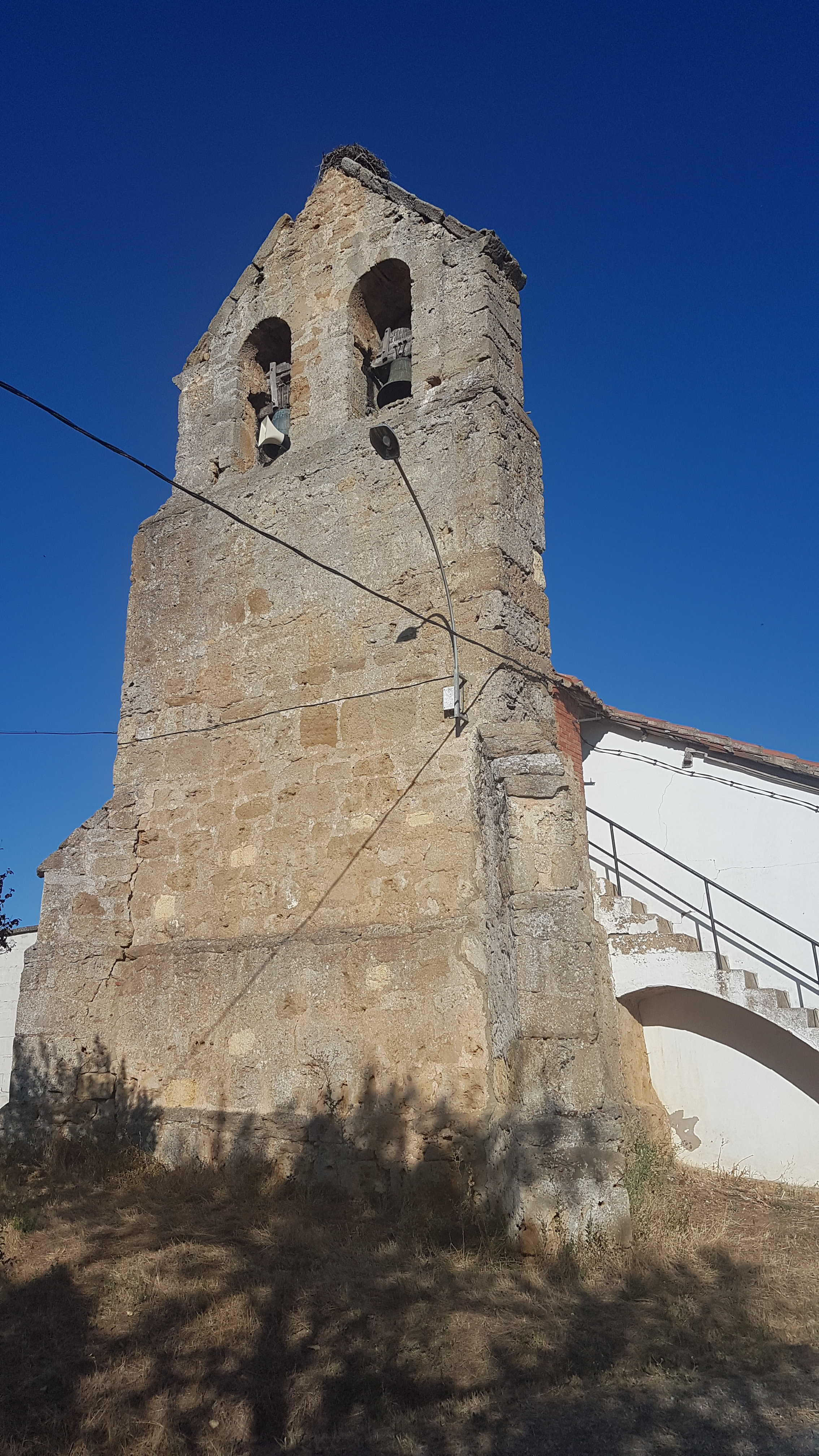
Bartholomäuskirche
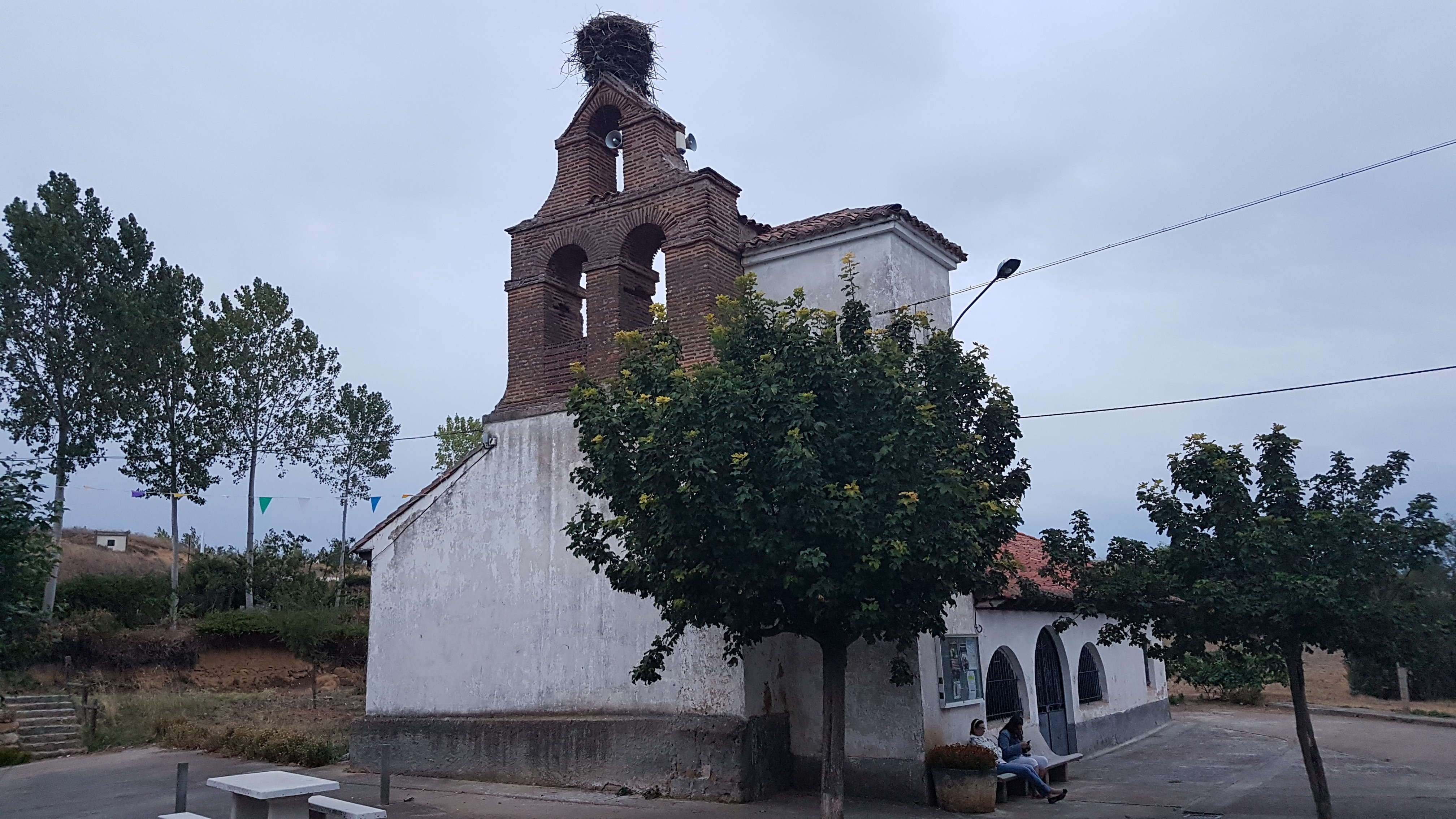
Johannes-der-Täufer-Kirche